# Higos de Irán

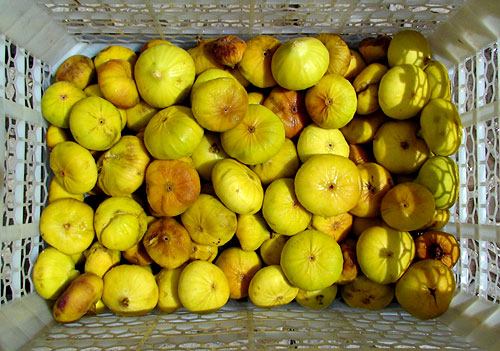
Higos frescos de la provincia de Kermán de Irán.

Los Higos de Irán se cosechan de cultivares de higueras de tipo 'Smyrna', 'San Pedro' de Ficus carica bíferas y uníferas, muy cultivados desde épocas recientes en todo el territorio de clima semiárido o desértico. Se cultivan principalmente para la producción del higo seco paso y otras aplicaciones (dulces, pasteles, mermeladas, siropes..), también se cosechan higos frescos para el consumo interno del país.

## Ubicación
El suelo y el clima de la ciudad de Estahban cerca de Shiraz en el centro de la provincia de Fars es el ideal para el cultivo de unos de los mejores higos del mundo entre ellos la variedad 'Anjyrstan', que está considerado como uno de los higos de mayor tamaño del mundo.
Los huertos de higueras en Estahban recolectan los frutos para secarlos de forma natural al sol y son comercializados como higos pasos secos.
La mayor parte de la actividad en los huertos de higos comienza en mayo ya que la fruta aparece en el árbol y culmina en octubre cuando comenzó la primera recolección de higos secos.
En general, estas áreas tienen un clima seco donde la precipitación promedio es de unos 354 mm anuales, con un mínimo y máximo de 92 y 739 mm respectivamente.

## Historia

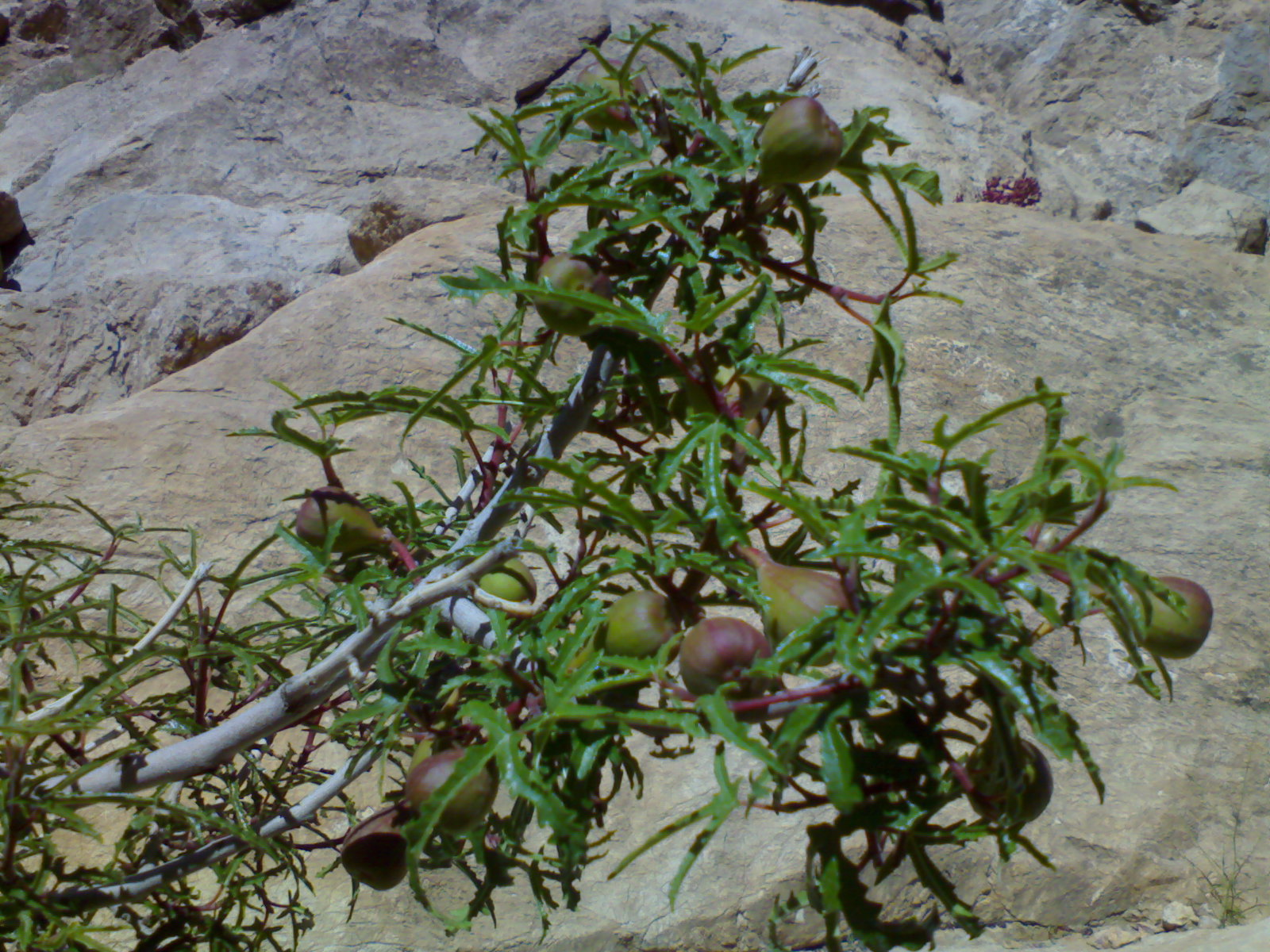
Higuera Ficus carica en Irán con las características hojas profundamente hendidas y crenadas de las zonas de Afganistán e Irán.

El higo se menciona con frecuencia en la Biblia y está incluido en el Jardín del Edén. Es un alimento tradicional en la celebración de la Pascua Judía. La higuera figura en la fundación de grandes culturas y religiones. Rómulo y Remo, legendarios fundadores de Roma, fueron amamantados por una loba debajo de una higuera, que más tarde, en la época de Plinio, fue venerada como un árbol sagrado. Mientras estaba sentado bajo una higuera, Siddhartha Gautama tuvo la revelación que formó los cimientos del budismo.
Los higos han sido apreciados tanto por su valor medicinal como dietético. Mitrídates, el rey griego de Ponto, anunció los higos como un antídoto para todas las dolencias e instruyó a sus médicos a considerar sus usos como medicina.
Plinio de Roma dijo: "Los higos son reconstituyentes. La mejor comida que pueden consumir aquellos que sufren de enfermedades prolongadas y están en vías de recuperación. Aumentan la fortaleza de los jóvenes, preservan a los ancianos en mejores condiciones de salud y los hacen más saludables, parecer más joven con menos arrugas ".
Los primeros griegos tenían tan apreciados los higos que se consideraba un honor otorgar el follaje y la fruta. En los Juegos Olímpicos originales, los atletas ganadores fueron coronados con coronas de higos y se les dieron higos para comer.
La higuera común probablemente se originó en la parte fértil del sur de Arabia. Los registros antiguos indican que tanto el rey Urukagina de la era sumeria como los asirios estaban familiarizados con ella.
No existen registros de su introducción en esta área, pero el cabrahigo, ancestro de la higuera comestible, todavía se encuentra allí creciendo silvestre. Desde el sur de Arabia, la tribu Basra llevó el higo a la antigua Dumez y al Coe Siria. Durante un período de varios siglos, se extendió lentamente desde allí hasta Siria y la costa mediterránea. Una vez que los higos llegaron a la costa, se extendieron rápidamente por toda la región mediterránea con la ayuda de las naciones marítimas.
Si bien es probable que el hogar de la higuera comestible sea la antigua Arabia, el origen de la industria del higo cultivado está, sin duda alguna, en otros lugares. Casi todos los cultivos subtropicales actualmente cultivados, por ejemplo, cítricos, almendras, pistachos, nueces, duraznos, aceitunas, dátiles y ciruelas, se cultivaron inicialmente en lugares desconocidos en Asia occidental o Asia Menor.
La única civilización conocida de suficiente edad y sofisticación capaz de estos logros es la de los mesopotámicos, que vivieron en los valles de los ríos Tigris y Éufrates hace más de 10.000 años y se les acredita como los cultivadores originales de muchos cultivos hortícolas y agronómicos importantes modernos.

## Cultivo de las higueras
El árbol de higos no tiene flores en sus ramas, las flores están dentro de la fruta.
Estas muchas flores pequeñas producen las pequeñas semillas crujientes, que dan a los higos su textura única como frutos secos.
La polinización de la fruta es por un pequeño aguijón de la avispa Blastophaga psenes, que al salir de los higos machos y entrar por el "ojo" (ostiolo) en el fondo de los higos hembra, inconscientemente los poliniza cepillando polen sobre las flores femeninas para que la fruta madure. Luego sale de los higos para polinizar otras frutas.

## Los higos secos en Irán
Este gráfico se basa en

estadística de FAO en el

cuál demuestra el porcentaje de Irán

en el mercado global del higo seco.

Dentro del ranking mundial de producción de higos, la producción de Irán ocupa el cuarto   puesto detrás de Turquía, el mayor productor de higos del mundo con 305,450 toneladas, y Egipto con 167,622 tn, Argelia con 131.798 tn., e Irán con 70.178 tn.
Sin embargo según la última estadística de FAO (con fecha de 2003) Irán es el segundo país en la exportación del higo seco estos últimos años y donde los higos iraníes secos se exportan a muchos países.
Después de las fases de maduración y secado de los higos que tienen lugar en el árbol, el cultivo se recoge y se transfiere a la fábrica. La fruta pasa a través de dos tipos más de selecciones, donde las máquinas y los trabajadores los clasifican con cuidado para eliminar la fruta manchada y no deseada y también, seleccionando para diferentes propósitos.
Los higos secos de Irán están catalogados en un baremo de cinco calidades siendo:
- "101AA" la calidad superior, los higos secos que pertenecen a este grado tienen color amarillo claro y blanco. El tamaño de ellos es de aproximadamente 22 mm. La mayoría del porcentaje de higos secos en este grado (alrededor del 90 por ciento) tienen la boca abierta (ostiolo con forma abierta en estrella).

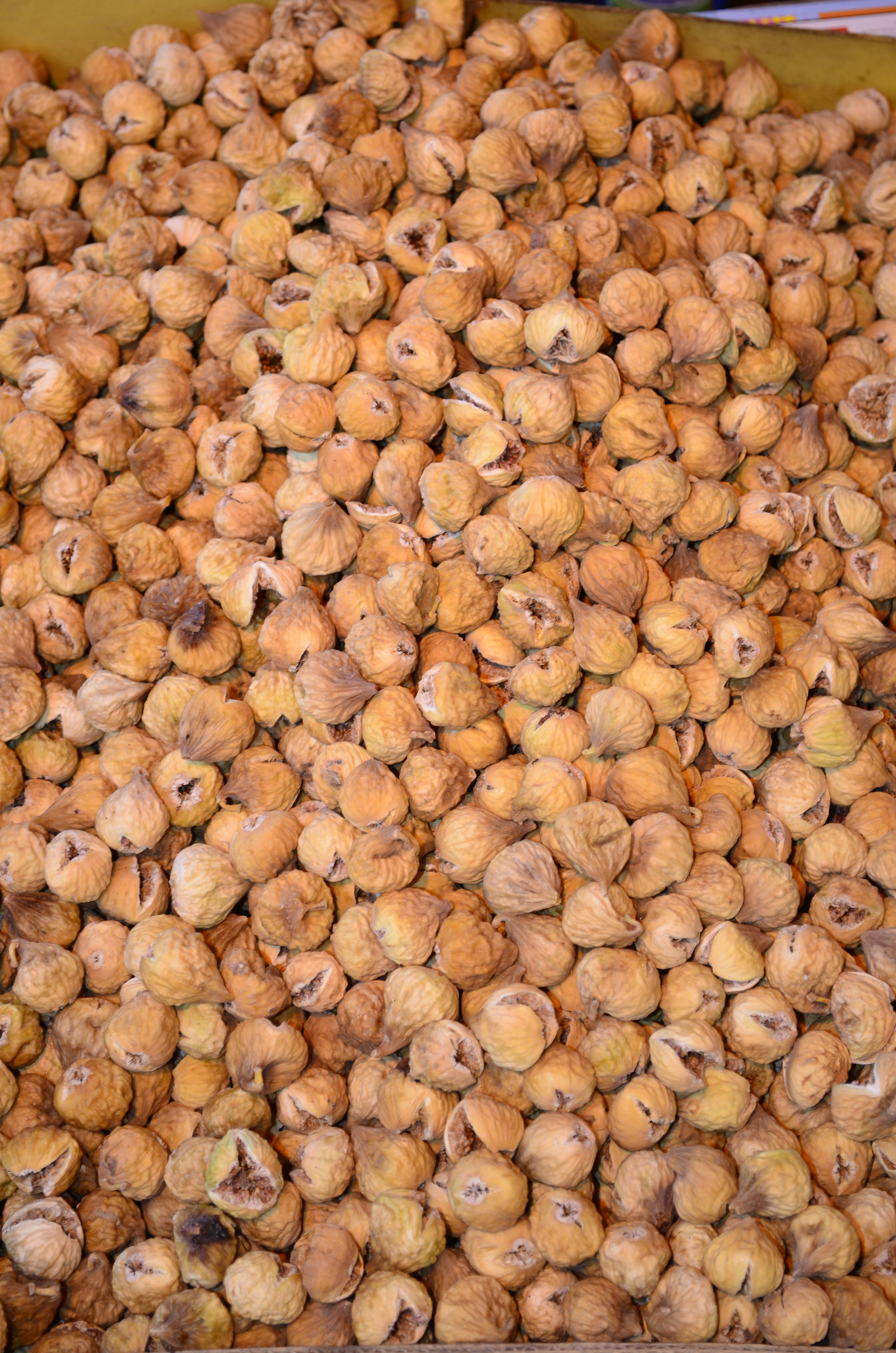
Higos secos de Irán, con la característica boca abierta (ostiolo) de los de más calidad.

- "101A": los higos secos pertenecientes a este grado tienen color amarillo y blanco. El tamaño de ellos es de aproximadamente 14 a 22 mm. Un cierto porcentaje de higos secos en este grado tiene la boca abierta.
- "AA": los higos secos pertenecientes a este grado tienen un color amarillo claro y blanco y su tamaño es de aproximadamente 22 mm. La mayoría del porcentaje de higos secos en este grado (alrededor del 90 por ciento) tiene la boca abierta.
- "A": los higos secos de este grado tienen color amarillo y blanco, y algunos de ellos tienen color marrón. La mayoría del porcentaje de higos secos en este grado tiene la boca cerrada y algunos tienen la boca abierta.
- "B": los higos secos de boca cerrada pertenecen a este grado tienen color marrón y gris y el tamaño de ellos es de aproximadamente 14 mm.[10]

## Variedades de higueras en Irán
Según las cifras de 2005, el área de huertos dedicados al cultivo de higueras en la zona de Estahban es alrededor de 22,950 hectáreas, que cubre el 54% del área total de cultivos para la producción de la higuera en la provincia de Fars y alrededor del 5.4 por ciento del área cultivada de higos del mundo.
En Irán hay una gran cantidad de variedades y probablemente mucha sinonimia. En su gran mayoría son higueras de tipo 'Smyrna', y en menor medida 'San Pedro' son de mencionar :
1- Ficus carica L. var. genuina Boiss. Se cree que los higos comestibles en Irán son producidos por especímenes cultivados o mejorados de este. Los especímenes espontáneos o subespontáneos están dispersos en la mayoría de los bosques del Caspio (desde Arasbārān y Golīdāḡ hasta Gorgān); en las estepas y bosques occidentales (Arāk, Kurdistán, Luristán); en Fars, Khorasan, Teherán, Qazvīn, etc., así como en lugares en Turkmenistán y Afganistán. Mientras que el nombre general del verdadero higo en Persia es anjīr ('anjyr' o variantes dialécticas, por ejemplo, anjīl en persa coloquial y en lugares en Gīlān, Māzandarān, Luristan [Alīgūdarz], y así sucesivamente; enjī en Ṭavāleš; ha / enjīr en Kurdistán; véase también Pašto indzar / injar).
2- F. carica L. var rupestris Hausskn. ex Boiss. La distribución general se encuentra en el sudeste de Anatolia, el norte de Siria, el norte de Irak y el sudoeste de Persia  (Isfahán, Arāk, Baḵtīārī, Luristan, Fars). Los nombres locales (registrados solo por Djavanshir, página 145 y en comunicación personal con este autor) incluyen 'henjir' (Kurdistán), 'kerra' (Luristán) y 'qara-hažīr' (sur de Persia, entre Bušehr y Dašt-e Aržan; lit. " higo negro ").
3- Ficus carica L. var. Johannis Boiss. La distribución general se encuentra en el sur de Afganistán, suroeste de Pakistán y Persia (Isfahán, Baḵtīārī, Luristán, Fars [Kāzerūn, Shiraz, Persépolis, Jahrom, Neyrīz, etc.], Kermān, Lār, isla de Qešm, Baluchistán, Sīstān, Yazd, Ṭabas [ en Khorasan], etc.). Los nombres locales en Fars (registrados solo por Djavanshir, página 145 y en comunicación personal) incluyen 'anjīr-e baš', 'kāčī', 'kar-anjīl', 'karatol' y 'katak'.
La variedad 'Anjyrstan' es la más ampliamente cultivada en el país.